# Cladonia rangiformis
Cladonia rangiformis, auch Falsche Rentierflechte, ist eine Flechtenart aus der Familie der Cladoniaceae.

## Merkmale
Der Primärthallus von Cladonia rangiformis besteht aus kleinen, blattähnlichen Schuppen (sogenannten Squamulae), kann aber auch fehlen. Die Podetien sind grau bis graugrün, erreichen etwa 5 cm Höhe und sind reich verzweigt mit spitz auslaufenden Enden, die oft bräunlich gefärbt sind. Die Oberflächen können Reste des Primärthallus in Form unregelmäßig verteilter Schuppen tragen. Durch die in Gruppen verteilten Algenzellen erscheinen die Podetien grün gesprenkelt. Die – wenn vorhanden, dann braunen – Apothecien oder auch Pycnidien an den Spitzen werden jeweils nur selten ausgebildet.

## Lebensraum und Verbreitung
Die Art besiedelt offene Lebensräume, etwa besonnte Rasenflächen, auf bevorzugt kalk- bzw. basenreichen Böden. Sie kommt weltweit in den warm-gemäßigten und warmen Regionen sowohl der Nord- als auch der Südhalbkugel vor.

## Sonstiges
Die Bryologisch-lichenologische Arbeitsgemeinschaft für Mitteleuropa benannte Cladonia rangiformis als Flechte des Jahres 2023.

## Einzelnachweis
1. ↑  Bryologisch-lichenologische Arbeitsgemeinschaft für Mitteleuropa, Flechte und Moos des Jahres 2023